# Bolbopsittacus lunulatus
Bolbopsittacus lunulatus là một loài chim trong họ Psittaculidae.
B. lunulatus được mô tả lần đầu tiên với danh pháp Psittacus lunulatus bởi nhà tự nhiên Tyrolean Giovanni Antonio Scopoli trong năm 1786. Đây là thành viên duy nhất của chi. Bốn phân loài đã được công nhận. Phân loài chỉ định lunulatus hiện diện đảo Luzon, phân loài phân bố trên Leyte có màu tối hơn với một cổ màu xanh lam nổi bật hơn và một số màu tím ánh trên khuôn mặt và phân loại như phân loài intermedius, những con trên đảo Mindanao và Panaon có đôi má xanh hơn và được phân loại như phân loài mindanensis, và cuối cùng những cá thể trên Samar là tương tự với phân loài Leyte, nhưng với một tông màu vàng nhiều hơn tổng thể và phân loại như callainipictus. 

## Hình ảnh

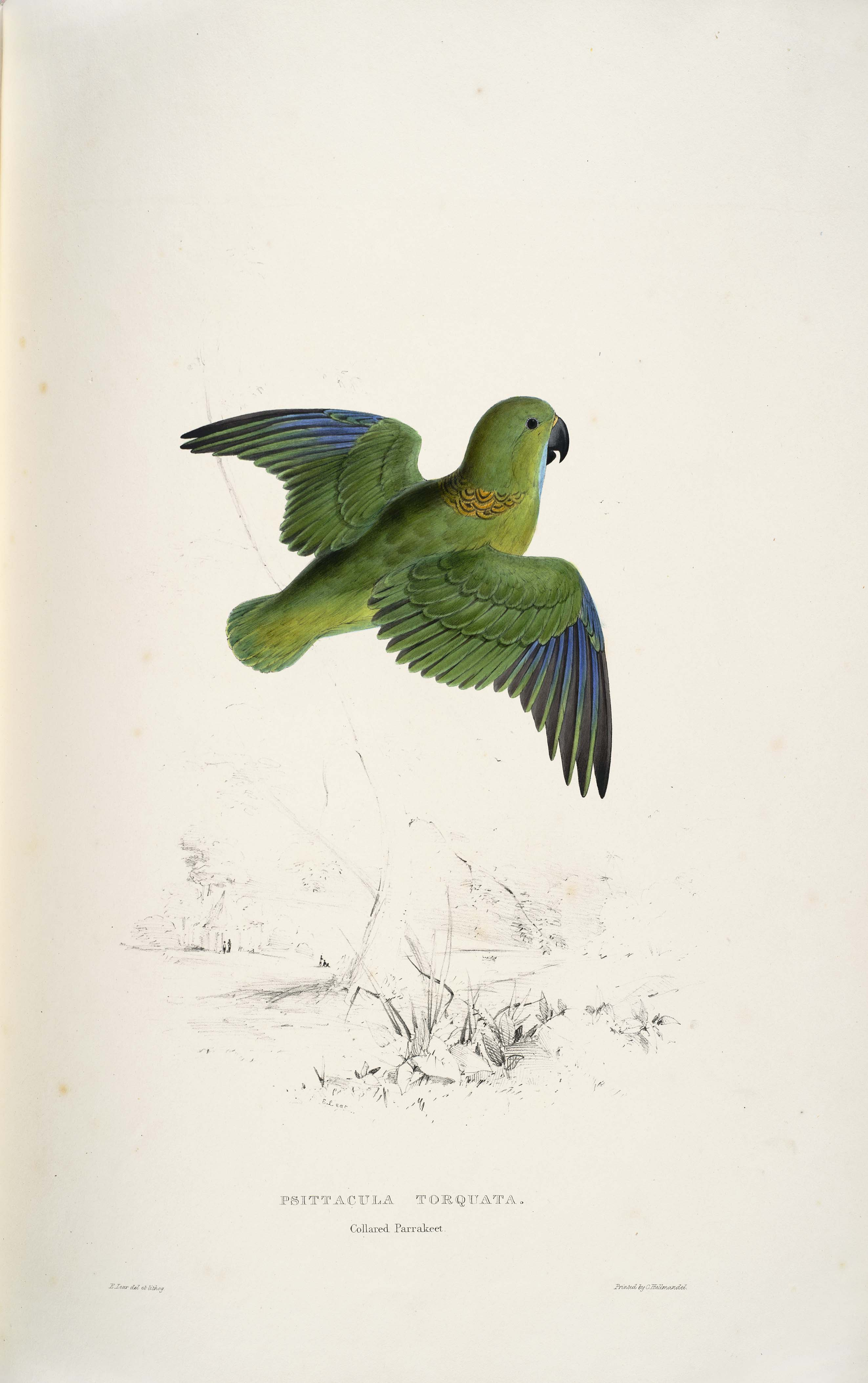
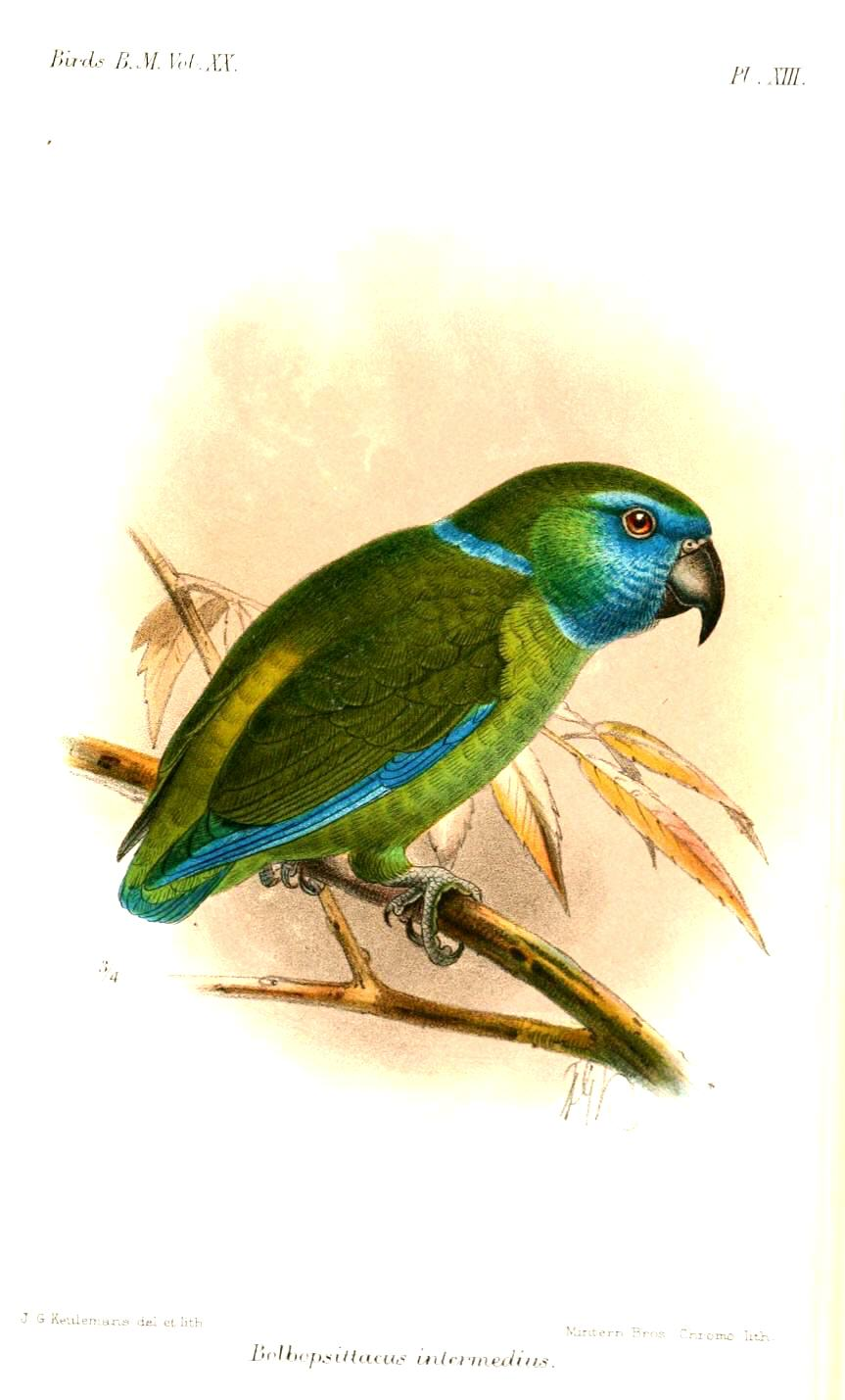